# Spilosoma nebulosa
Spilosoma nebulosa là một loài bướm đêm thuộc phân họ Arctiinae, họ Erebidae.